# Gens Carvília
La gens Carvília (en llatí Carvilia gens) era una gens romana d'origen plebeu que es va distingir en temps de les guerres samnites. El primer membre de la família que va arribar al consolat va ser Espuri Carvili l'any 293 aC que va adquirir l'agnomen de Màxim que després va seguir usant la família.
Altres membres destacats van ser:
- Luci Carvili, tribú de la plebs el 212 aC.
- Espuri Carvili, tribú de la plebs el 212 aC.
- Espuri Carvili, militar romà.
- Gai Carvili, militar romà.